# Comuna Șevcenkivske, Sînelnîkove
Șevcenkivske (în ucraineană Шевченківське) este o comună în raionul Sînelnîkove, regiunea Dnipropetrovsk, Ucraina, formată din satele Dniprovske, Kotlearivske, Majarî, Rudevo-Mîkolaiivka și Șevcenkivske (reședința).

## Demografie
Componența lingvistică a satului Șevcenkivske
     Ucraineană (93,49%)
     Rusă (6,51%)
Conform recensământului din 2001, majoritatea populației satului Șevcenkivske era vorbitoare de ucraineană (93,49%), existând în minoritate și vorbitori de rusă (6,51%).